# Jonathan Leko
Jonathan Kisolokele Leko (Kinsasa, República Democrática del Congo, 24 de abril de 1999) es un futbolista inglés. Juega de delantero y su equipo es el Milton Keynes Dons F. C. de la League Two de Inglaterra.

## Trayectoria
Viajó a Inglaterra desde la República Democrática del Congo con 8 años, cuando su padre logró asilo.
Se unió a las divisiones infantiles del West Bromwich Albion Football Club en 2010, con 11 años.
En el año 2014 comenzó a jugar con la reserva del club en la Professional Development League. Debutó el 18 de agosto, fue titular para enfrentar a Wolverhampton Wanderers y ganaron 2 a 1. Jugó su primer partido con la sub-21 con 15 años y 116 días, utilizó la camiseta número 7. En su primera temporada con la reserva jugó 15 partidos, pero no convirtió goles.
Para la temporada 2015/16, volvió a tener minutos con la reserva, a pesar de no anotar goles, mostró un buen nivel y fue ascendido al primer equipo.
Debutó como profesional el 23 de septiembre de 2015, en la tercera ronda de la Copa de la Liga, se enfrentaron a Norwich City, ingresó al minuto 77 con la camiseta número 45 pero perdieron 3 a 1. Su debut lo disputó con 16 años y 152 días.
El 2 de abril de 2016, jugó su primer partido en la Premier League, fue en el Stadium of Light ante más de 45.100 espectadores, se enfrentaron a Sunderland, Leko jugó los minutos finales y empataron sin goles, tuvo como rivales a jugadores como Wahbi Khazri y Jermain Defoe.
En la fecha 33 de la Premier, tuvo minutos para jugar contra Manchester City, con figuras como Sergio Agüero, Samir Nasri, Jesús Navas y Joe Hart, el partido se disputó en el Etihad Stadium ante más de 53.900 espectadores, pero perdieron 2 a 1.
El 30 de abril, fue titular por primera vez y se convirtió en el primer jugador de la categoría 1999 en estar desde el inicio por Premier, disputó los 90 minutos contra West Ham en el The Hawthorns, pero fueron derrotados 3 a 0. Mantuvo el puesto y volvió a ser titular en la siguiente fecha, contra Bournemouth, empataron 1 a 1.
Finalizó la temporada jugando desde el once inicial contra Liverpool, brindó una asistencia y finalmente empataron 1 a 1.
West Bromwich Albion finalizó la Premier League 2015-16 en la posición 14, Leko jugó 5 partidos en su primera temporada, y uno más por copa. Fue distinguido como el mejor jugador joven del club.
En la temporada 2016-17 mantuvo un lugar con los profesionales, pero en la primera fecha de la Premier League 2016-17 no tuvo minutos. El 20 de agosto de 2016, volvió a jugar, ingresó en los minutos finales para enfrentar a Everton pero perdieron 2 a 1.

## Estadísticas

### Clubes
Actualizado al 3 de mayo de 2025.
| Club                                  | Div.          | Temporada     | Liga  | Liga  | Copas nacionales | Copas nacionales | Torneos internacionales | Torneos internacionales | Total | Total |
| Club                                  | Div.          | Temporada     | Part. | Goles | Part.            | Goles            | Part.                   | Goles                   | Part. | Goles |
| ------------------------------------- | ------------- | ------------- | ----- | ----- | ---------------- | ---------------- | ----------------------- | ----------------------- | ----- | ----- |
| West Bromwich Albion F. C. Inglaterra | 1.ª           | 2015-16       | 5     | 0     | 1                | 0                | —                       | —                       | 6     | 0     |
| West Bromwich Albion F. C. Inglaterra | 1.ª           | 2016-17       | 9     | 0     | 0                | 0                | —                       | —                       | 9     | 0     |
| West Bromwich Albion F. C. Inglaterra | 1.ª           | 2017-18       | 0     | 0     | 1                | 0                | —                       | —                       | 1     | 0     |
| Bristol City F. C. Inglaterra         | 2.ª           | 2017-18       | 11    | 0     | 0                | 0                | —                       | —                       | 11    | 0     |
| Bristol City F. C. Inglaterra         | Total club    | Total club    | 11    | 0     | 0                | 0                | 0                       | 0                       | 11    | 0     |
| West Bromwich Albion F. C. Inglaterra | 2.ª           | 2018-19       | 3     | 0     | 4                | 1                | —                       | —                       | 7     | 1     |
| West Bromwich Albion F. C. Inglaterra | Total club    | Total club    | 17    | 0     | 6                | 1                | 0                       | 0                       | 23    | 1     |
| Charlton Athletic F. C. Inglaterra    | 2.ª           | 2019-20       | 21    | 5     | 0                | 0                | —                       | —                       | 21    | 5     |
| Birmingham City F. C. Inglaterra      | 2.ª           | 2020-21       | 34    | 0     | 1                | 0                | —                       | —                       | 35    | 0     |
| Birmingham City F. C. Inglaterra      | 2.ª           | 2021-22       | 4     | 0     | 2                | 0                | —                       | —                       | 6     | 0     |
| Charlton Athletic F. C. Inglaterra    | 3.ª           | 2021-22       | 25    | 2     | 5                | 1                | —                       | —                       | 30    | 3     |
| Charlton Athletic F. C. Inglaterra    | Total club    | Total club    | 46    | 7     | 5                | 1                | 0                       | 0                       | 51    | 8     |
| Birmingham City F. C. Inglaterra      | 2.ª           | 2022-23       | 8     | 0     | 1                | 1                | —                       | —                       | 9     | 1     |
| Birmingham City F. C. Inglaterra      | Total club    | Total club    | 46    | 0     | 4                | 1                | 0                       | 0                       | 50    | 1     |
| Milton Keynes Dons F. C. Inglaterra   | 3.ª           | 2022-23       | 18    | 4     | —                | —                | —                       | —                       | 18    | 4     |
| Milton Keynes Dons F. C. Inglaterra   | 4.ª           | 2023-24       | 23    | 3     | 5                | 1                | ―                       | ―                       | 28    | 4     |
| Burton Albion F. C. Inglaterra        | 3.ª           | 2023-24       | 1     | 0     | ―                | ―                | ―                       | ―                       | 1     | 0     |
| Burton Albion F. C. Inglaterra        | Total club    | Total club    | 1     | 0     | 0                | 0                | 0                       | 0                       | 1     | 0     |
| Milton Keynes Dons F. C. Inglaterra   | 4.ª           | 2024-25       | 9     | 0     | 0                | 0                | ―                       | ―                       | 9     | 0     |
| Milton Keynes Dons F. C. Inglaterra   | Total club    | Total club    | 50    | 7     | 5                | 1                | 0                       | 0                       | 54    | 8     |
| Total carrera                         | Total carrera | Total carrera | 171   | 14    | 20               | 4                | 0                       | 0                       | 191   | 18    |

### Resumen estadístico
|                       | Partidos | Goles | Promedio |
| --------------------- | -------- | ----- | -------- |
| Liga                  | 44       | 5     | 0,11     |
| Copas nacionales      | 6        | 1     | 0,17     |
| Copas internacionales | 0        | 0     | 0,00     |
| Total                 | 50       | 6     | 0,12     |

## Palmarés

### Distinciones individuales
| Distinción                                                           | Año  |
| -------------------------------------------------------------------- | ---- |
| Joven Deportista Profesional del Año en los Birmingham Sports Awards | 2016 |